# Kiko (Blackwood)
Pour les articles homonymes, voir Kiko.
Pierre Rey, dit Kiko, né le  5 janvier 1966 à Cayenne et mort le 30 mars 2021, est un guitariste français. Il était membre et cofondateur du groupe de Reggae « Blackwood ».